# Le quattro volte
Pour plus de détails, voir Fiche technique et Distribution.
Le quattro volte est un film italien, à participation germano-suisse, réalisé par Michelangelo Frammartino en 2010.
Il a obtenu le Grand Prix du festival du cinéma italien d'Annecy 2010 et été sélectionné au Festival de Cannes 2010 dans la section Quinzaine des réalisateurs.

## Synopsis
Dans un vieux village de montagne en Calabre, un berger vit ses ultimes instants de vie. Il meurt entouré par ses chèvres. Au sein du troupeau, naît un chevreau. Mais, un jour celui-ci s'égare, se retrouve seul et grelottant de froid au pied d'un majestueux sapin. C'est cet arbre que choisissent les villageois pour célébrer la fête de la « Pita » : il est scié puis remis aux charbonniers pour monter le cœur de la meule. Il se mêlera au charbon de bois pour chauffer les foyers des villageois. À travers quatre récits enchâssés, le film se veut une ode à la vie et ses quatre règnes : ceux de l'humain, de l'animal, du végétal et du minéral aux correspondances mutuelles intimes et secrètes... Une vision poétique mais très lucide du cosmos à l'échelle de l'homme.

## Fiche technique
- Titre : Le quattro volte (littéralement « les quatre fois »)
- Réalisation : Michelangelo Frammartino
- Scénario : Michelangelo Frammartino
- Photographie : Andrea Locatelli, couleurs
- Décors : Matthew Broussard
- Costumes : Gabriella Maiolo
- Montage : Benni Atria, Maurizio Grillo
- Son : Paolo Benvenuti, Simone Paolo Olivero
- Production : Marta Donzelli, Gregorio Paonessa, Susanne Marian, Philippe Bober, Gabriella Manfré, Elda Guidinetti, Andres Pfäffli
- Genre : Fantastique
- Durée : 88 minutes
- Tournage dans un village médiéval en Calabre
- Pays d'origine :  Italie,  Allemagne et  Suisse
- Année de réalisation : 2010
- Sortie en  France : 29/12/2010

## Distribution artistique
- Giuseppe Fuda : le berger
- Bruno Timpano : un charbonnier
- Nazareno Timpano : un autre charbonnier

## Distinctions

### Récompenses
- Festival de Cannes 2010 : Label Europa Cinemas
- Festival du cinéma italien d'Annecy 2010 : Grand prix

## A propos du film
Comme pour Il dono (2003), sa première réalisation, Michelangelo Frammartino situe son deuxième film dans le cadre d'une Calabre montagnarde et rurale, "en un lieu archaïque où perdurent des traditions ancestrales." (Jean-Luc Douin, Le Monde, 29/12/2010)
Il dono a été tourné dans un très ancien village, situé sur la côte ionienne, dont ma famille est originaire ; Le quattro volte dans un village situé à une demi-heure de là, et dans deux autres, plusieurs centaines de kilomètres plus loin. Dans le premier cas, le choix de la Calabre était une réaction contre la difficulté qu'il y a à tourner à Milan, les contraintes administratives... Pour Le quattro volte, je m'interroge encore. J'avais alors des projets plutôt urbains, mais je suis retourné au village pour montrer Il dono, et j'ai passé là une partie de l'hiver. (...) Un ami a tenu à me montrer le chantier de charbon qui est dans mon film. Là j'ai eu une sorte d'illumination", raconte Michelangelo Frammartino. (Propos recueillis par Isabelle Regnier, Le Monde, 29/12/2010)
De quelle inspiration s'agit-il donc ? Le réalisateur de Le quattro volte nous dit : "Le cinéma s'inscrit dans cette tradition picturale qui vient de la perspective, et qui a mis l'homme au centre de tout. À ce titre, il a la responsabilité de remettre en cause cette centralité." (Propos recueillis par Isabelle Regnier) Il énonce, par ailleurs, l' "idée d'une image qui enfante ses personnages, comme dans les quarante cinq secondes de la Sortie des usines Lumière."
Mais, selon quelle conviction spirituelle et métaphysique procède cette "volonté de décentrer l'humain" (Isabelle Regnier) ? "Dans mon film, il y a cette idée de l'homme qui devient minéral. (...) Les êtres vivants sont mus par des forces contraires : l'une les pousse à s'imposer, l'autre les conduit à se fondre, en communion avec le tout. C'est l'idée du voyage de l'âme humaine, de son devenir minéral." (Propos recueillis par I. Regnier)
Michelangelo Frammartino cite, à titre d'exemple, Pythagore : "Nous avons en nous quatre vies qui s'emboîtent les unes dans les autres. L'homme est un minéral, car son squelette est constitué de sels, un végétal, car son sang est comme la sève des plantes, un animal, car il est mobile et possède une connaissance du monde extérieur. Il est humain, car il a volonté et raison." 
Jean-Luc Douin ajoute, pour sa part, que Pythagore habita là, en Calabre, y enseigna le sens caché des choses et la présence d'une âme en chaque chose." (Le Monde, 29/12/2010). Il poursuit ainsi : "Se dépeignant comme "un médium entre la matière et la forme", filmant sa cosmogonie, Frammartino aime à rappeler que Pythagore discourait derrière un rideau, une toile qui préfigurait l'écran de cinéma."
Selon Jean-Baptiste Morain (Les Inrocks, 28/12/2010), Frammartino, en "chamman calabrais", nous conduirait, de cette façon, vers un "temps immémorial, à nos racines les plus profondes, avec un regard totalement contemporain." C'est également ce que suggère Mathieu Macheret lorsqu'il écrit : " Le quattro volte (...) ne se cantonne pas pour autant à la chronique d'une disparition (...) Il se situe plutôt à un endroit où la communication n'a pas été encore rompue entre l'homme et les puissances telluriques. (...) Ce néo-primitivisme abreuve le cinéma de nouvelles ressources."
C'est pourquoi, comme le décrit Mathilde Blottière, Le quattro volte, film "quasi muet" (ni musique, ni dialogues), "privilégie la sensation au détriment du discours : la légèreté des grains, la poussière dans la lumière, l'humidité des forêts, le crépitement des braises. Au fil des plans-séquences contemplatifs, les réalités les plus anodines prennent une dimension poétique inattendue." (Télérama, 31/12/2010)
"Un film qui revit quatre fois, c'est beaucoup. C'est rare", s'exclame, en conclusion, Mathieu Macheret